# Sertifera parviflora
Sertifera parviflora är en orkidéart som beskrevs av Rudolf Schlechter. Sertifera parviflora ingår i släktet Sertifera och familjen orkidéer. Inga underarter finns listade i Catalogue of Life.